# Prodeporaus manillensis
Prodeporaus manillensis is een keversoort uit de familie Rhynchitidae. De wetenschappelijke naam van de soort is voor het eerst geldig gepubliceerd in 1837 door Westwood.